# Gastón González
Pas d'image ? Cliquez ici
Gastón Alberto González, né le 11 octobre 1978, est un pilote argentin de rallye-raid, en quad.

## Palmarès

### Résultats au Rallye Dakar
| Année | Categorie | Marque | Position | Victoires d'etapes |
| ----- | --------- | ------ | -------- | ------------------ |
| 2010  | Auto      | Toyota | 48e      |                    |
| 2013  | Moto      | Yamaha | 16e      |                    |
| 2015  | Quad      | Yamaha | abandon  |                    |
| 2017  | Quad      | Yamaha | abd      |                    |

### Résultats en rallye
- 2e place au Desafio Litoral Rally de 2012 (catégorie quade 4x2).